# Waldemar Jędryka
Waldemar Zbigniew Jędryka (ur. 15 lutego 1950 w Słupsku) – polski konserwator zabytków, przedsiębiorca i polityk, doktor nauk inżynieryjno-technicznych, poseł na Sejm I kadencji.

## Życiorys

### Wykształcenie i praca zawodowa
W 1989 ukończył studia na Wydziale Sztuk Pięknych Uniwersytetu Mikołaja Kopernika w Toruniu. Zawodowo zajmował się konserwacją zabytków. Prowadził zakład konserwacji zabytków architektury i budownictwa w Darłowie, a następnie został właścicielem fabryki wymienników ciepła „Senatus”. W 2018 otworzył przewód doktorski na Zachodniopomorskim Uniwersytecie Technologicznym. Stopień doktora nauk inżynieryjno-technicznych w dyscyplinie architektura i urbanistyka uzyskał na tej uczelni w 2023.

### Działalność polityczna
W wyborach parlamentarnych w 1991 uzyskał mandat posła na Sejm I kadencji, który wykonywał do 1993. Kandydował z założonej przez Stanisława Tymińskiego Partii X w okręgu koszalińsko-słupskim, otrzymując 2220 głosów. Dołączył do Komisji Kultury i Środków Przekazu, Komisji Łączności z Polakami za Granicą, Komisji Spraw Zagranicznych, a także dwóch komisji nadzwyczajnych pracujących nad ustawami konstytucyjnymi. W maju 1992 został wykluczony z Partii X. Przeszedł następnie do klubu Sojuszu Lewicy Demokratycznej.
Z ramienia SLD bez powodzenia w 1993 ubiegał się o reelekcję (kandydując z ostatniego miejsca w okręgu szczecińskim, uzyskał 1943 głosy). Działał później w Unii Pracy. W wyborach samorządowych w 2024 bezskutecznie ubiegał się o mandat radnego Sejmiku Województwa Zachodniopomorskiego z listy Koalicji Obywatelskiej.